# Edoardo Luperi
Edoardo Luperi (Livorno, 11 de septiembre de 1993) es un deportista italiano que compite en esgrima, especialista en la modalidad de florete. Ganó una medalla de bronce en el Campeonato Europeo de Esgrima de 2015, en la prueba individual.

## Palmarés internacional
| Campeonato Europeo | Campeonato Europeo | Campeonato Europeo | Campeonato Europeo |
| Año                | Lugar              | Medalla            | Prueba             |
| ------------------ | ------------------ | ------------------ | ------------------ |
| 2015               | Montreux (Suiza)   | Medalla de bronce  | Individual         |